# Brodina
Brodina is een Roemeense gemeente in het district Suceava.
Brodina telt 3654 inwoners.